# 徳光院
徳光院（とっこういん）または徳光禅院（とっこうぜんいん）は、兵庫県神戸市中央区葺合町にある仏教寺院。山号は大円山、臨済宗天龍寺派。本尊は十一面観世音菩薩。

## 沿革
三大神滝の一つとして名高い布引の滝の参道近く、役小角創建とされる修験道の大道場であった滝勝寺（布引山瀧勝寺、生田神社神宮寺瀧寺）の跡地に、神戸川崎財閥の創始者である川崎正蔵が1887年から1905年にかけて私財を投じて建立した寺院である。臨済宗天龍寺派に所属し、夢窓国師の法灯を掲げる。建立当時の天龍寺派管長であった高木龍淵禅師を請じて開山とした。
正蔵は晩年、京都嵯峨に別荘（前の嵐亭。現在の翠嵐ラグジュアリーコレクションホテル京都）を有し、時の天龍寺派管長である高木龍淵、および僧堂師家の高木台岳と親交を深め、両老師に帰依するようになって、天龍寺派としての徳光院を創建した。神仏に対する信仰の篤かった正蔵は、1897年に雲照律師から菩薩十善戒を受け「徳光菩薩」を授与されている。五代目住職の橋本恭堂によると、これが徳光院命名の由来であるとされている。
明治創建の寺であるが、松や楠の樹に覆われた境内には室町時代の多宝塔（重要文化財）などの古建築が移建され、山の景色に溶け込んでいる。
当院の近隣には五社稲荷大明神社、福徳弁財天社、筆塚があり、古碑が多く残っている。この布引山一帯は神戸市により「徳光院及びその周辺文化環境保存区域」の名称で環境保存区域に指定され保護されており、「徳光院市民公園」の名称で市民憩いの場となっている。

## 遊流会と味道会
高木龍淵が徳光院に住山して間もない頃、弟子の関精拙と野田文一郎が神戸高商の学生達と話し合って「遊龍会」という禅会が生まれた。毎月二回提唱と参禅が行われた。それには、後に神戸経済大学（神戸大学の前身）学長となった丸谷喜一、石井光次郎らが参加した。明治・大正時代には、今と違って多くの居士達が提唱参禅に参加する機会が多かったといえる。
それとは別に、丸谷は1939年ごろから関精拙を中心とする提唱の禅会を結成し、関精拙が「味道会」と名付けた。その後は山田無文なども引き継いだ後、現在では前祥福僧堂師家の木村太邦が提唱を受け持ち、現在でも「味道会」として徳光院で続けられている。

## 年間行事
- 3月 - 春分の日、春彼岸会法要
- 8月6日 - 盆施餓鬼法要
- 9月10日 - 開山忌
- 9月 - 秋分の日、秋彼岸会法要
- 11月23日 - 弁財尊天大祭・筆供養

## 開山高木龍淵木像
開山堂に安座されている。勧請開山である高木龍淵の等身大の龍淵木像である。楠の一木づくりで材は台湾から運んだものである。「ワシは背が低くて大分損をした」という龍淵の気持ちをくんで、大きくつくられている。四本五葉の作である。

## 伽藍
- 多宝塔 - 国の重要文化財。室町時代の文明10年（1478年）建立。本瓦葺、高さ12m。須弥壇に薬師如来像（文明8年・1476年作）および持国天・増長天像を安置する。塔は神戸市垂水区名谷（みょうだに）の龍花山明王寺から移建したもので、明治33年（1900年）に川崎家の所有となり、同家の邸内に移築。さらに昭和13年（1938年）に現在地へ移築された。
- 不動堂
- 地蔵堂
- 鐘楼 - 江戸時代初期（1631年）建立（三木市の伽耶院から移建したもの）
- 開山堂
- 本堂 - 十一面観世音菩薩像（本尊、鎌倉時代作）安置、羅漢石仏十数体(前庭）
- 山門
- 東門 - 関精拙が天龍寺派管長の時、大正12年（1923年）に建立された本山天龍寺総門で、その後に解体されたものを末寺の徳光院が拝領して、神戸の大水害で流出した門の跡に移築されたものである。平成元年(1989年)11月に落慶法要された。

## 文化財

### 重要文化財（国指定）
- 多宝塔 - 室町時代の文明10年（1478年）建立。

### 神戸市選定歴史的建造物
- 本堂
- 開山堂
- 鐘楼
- 弁天堂
- 山門

## 周辺施設
- 五社稲荷大明神社
- 福徳弁財天社
- 城山展望公園
- 布引の滝
- 滝山城 (摂津国)
- 熊内八幡神社
- 布引展望台
- 布引ダム - 日本最古のコンクリートダム（国の重要文化財）、布引貯水池
- 布引ハーブ園
- 北野町山本通
- 雷声寺

## 所在地
〒651-0058 兵庫県神戸市中央区葺合町布引山2-2-3

## 交通アクセス
- 山陽新幹線 新神戸駅 徒歩15分
- 神戸市営地下鉄西神・山手線 新神戸駅 徒歩15分
- JR神戸線 三ノ宮駅から神戸市バス、2または18系統「熊内6丁目」下車徒歩10分